# Андрес Сабідо
Андрес Сабідо (ісп. Andrés Sabido, нар. 13 листопада 1957, Мадрид) — іспанський футболіст, що грав на позиції захисника.
Виступав, зокрема, за клуб «Реал Мадрид».
Триразовий чемпіон Іспанії. Дворазовий володар Кубка Іспанії. 

## Ігрова кар'єра
У дорослому футболі дебютував 1977 року виступами за команду клубу «Реал Мадрид», в якій провів п'ять сезонів, взявши участь у 73 матчах чемпіонату. За цей час у складі «вершкових» тричі виборював титул чемпіона Іспанії, двічі ставав володарем Кубка Іспанії.
Протягом 1982—1985 років захищав кольори команди клубу «Мальорка».
Завершив професійну ігрову кар'єру у клубі «Осасуна», за команду якого виступав протягом 1985—1988 років.

## Титули і досягнення
- Чемпіон Іспанії (3):

«Реал Мадрид»:  1977-1978, 1978-1979, 1979-1980
- Володар Кубка Іспанії (2):

«Реал Мадрид»:  1979-1980, 1981-1982